# Villaägarnas riksförbund
Villaägarnas Riksförbund eller Villaägarna är en svensk ideell och partipolitiskt obunden konsument- och intresseorganisation för boende i och ägare av småhus, vilket omfattar både villor och fritidshus. Villaägarna hade år 2024 ca 230 000 medlemshushåll.

## Verksamhet
Villaägarnas vision är att alla ska kunna förverkliga sina småhusdrömmar. Verksamheten bedrivs inom tre huvudsakliga områden:  
- Påverkan av bostadspolitiska beslut.
- Kostnadsfri juridisk, byggteknisk och annan rådgivning till medlemmar.
- Medlemsförmåner inom husområdet.

Förbundets affärsområde, Samfälligheterna erbjuder ett trygghetsavtal med hjälp, stöd och försäkringar till samfällighetsföreningar.
Förbundet verkar även för ökad trygghet på hantverksmarknaden för konsumenter genom företaget BraByggare som erbjuder kvalitetssäkrade hantverkare.

## Organisation
Villaägarnas högsta beslutande organ är kongressen som samlas vart fjärde år. Den senaste kongressen hölls i Stockholm 2023. Kongressen utser förbundets styrelse. Omkring 150 lokala villaägarföreningar är anslutna till förbundet. Ett hushåll kan vara medlem i Villaägarnas Riksförbund centralt eller vara medlem genom en lokalförening.
Villaägarnas Riksförbund är medlem i den internationella samarbetsorganisationen UIPI (International Union of Property Owners).
Medlemsmagasinet Villaägaren är Sveriges tredje största magasin med 549 000 läsare enligt Orvesto Konsument 2023.

## Historia
Förbundet grundades 1952 av jur.kand. Hampus Bodén i Saltsjö-Duvnäs. Målet var att samla småhusägare för att gemensamt protestera mot fastighetstaxeringen samma år. Det nybildade förbundet gavs namnet Sveriges Villaägareförbund.
Namnet Villaägarnas Riksförbund fick organisationen 1991 vid en fusion mellan Villaägareförbundet och två regionala organisationer – Stockholms småhusägares centralorganisation (SSC) och Malmöhus egnahemsföreningars centralorganisation (MECO).